# Tigre et Dragon 2
Série
Tigre et Dragon
(2000)
Pour plus de détails, voir Fiche technique et Distribution.
Tigre et Dragon 2 (臥虎藏龍2: 青冥寶劍, Wo hu cang long 2: Qing ming bao jian) est un film sino-américain réalisé par Yuen Woo-ping, qui est sorti en février 2016. Il fait suite à Tigre et Dragon d'Ang Lee sorti en 2000.

## Synopsis
Dans une Chine déchirée par des guerres désastreuses entre les différentes écoles d'arts martiaux, Hadès Dai, le seigneur de l'école du "Lotus de l'Ouest", poussé par les visions d'une sorcière, cherche à s'emparer de l'épée "Destinée" afin d'obtenir le pouvoir suprême. Le Seigneur Dai envoie alors le jeune Wei Fang à Pékin pour dérober l'épée dans le palais du Seigneur Tié qui vient de décéder. Wei Fang est battu, puis emprisonné par Yu Shu Lien et son élève, la jeune Vase de neige. Yu Shu Lien comprend dès lors qu'il lui faut rassembler les derniers adeptes de l'école du "Sentier de Fer" qui se sont toujours battus pour le code, le devoir et l'honneur. Cinq guerriers du Jiang hu la rejoignent : Loup silencieux, l'homme auquel elle avait jadis été promise et qu'elle croyait mort, Lame volante, Chan Poing de Tonnerre, Shi Fléchettes d'argent et Ma Tortue. Lorsque les troupes du "Lotus de l'Ouest" pénètrent de nuit dans le palais, Vase de neige libère Wei Fang qui s'empare alors de l'épée légendaire pour la ramener à Hadès Dai. Cependant, agenouillé devant le seigneur Dai, Wei Fang brandit l'épée "Destinée" et tente de le tuer afin de venger la mort de sa mère, la guerrière renégate Han Mei, dont la véritable histoire lui avait été dévoilée par Vase de neige qui fut son élève. En mauvaise posture, Wei Fang est secouru par Loup silencieux, Yu Shu Lien et deux autres guerriers. Au cours d'un duel sanglant, Loup silencieux finit par tuer Hadès Dai. Yu Shu Lien emporte alors l'épée "Destinée", qui suscite tant de convoitises et provoque tant de morts, aux Monts Wudang.

## Fiche technique
Sauf indication contraire, les informations mentionnées dans cette section peuvent être confirmées par la base de données cinématographiques IMDb,  présente dans la section « Liens externes ».
- Titre français : Tigre et Dragon 2
- Titre original : 臥虎藏龍2: 青冥寶劍 (mandarin : Wo hu cang long 2: Qing ming bao jian)
- Titre anglais : Crouching Tiger, Hidden Dragon: Sword of Destiny
- Réalisation : Yuen Woo-ping
- Scénario : John Fusco, d'après le roman Tiě Jì Yín Píng de Wang Dulu
- Musique : Shigeru Umebayashi
- Direction artistique : Nick Connor, Jill Cormack, George Hamilton et Nick Bassett
- Décors : Grant Major et Daniel Birt
- Costumes : Ngila Dickson
- Photographie : Newton Thomas Sigel
- Son : Grant Elder, Robert Fernandez, Dave Paterson
- Montage : Jeff Betancourt
- Production : Peter Berg et Charlie Nguyen

Production exécutive : Man-Yiu Lee (Pékin) et Rick Nathanson (Pékin)
Production déléguée : Morten Tyldum, Robert Weinstein, Harvey Weinstein, Sarah Aubrey, Jeff Betancourt,
Production déléguée : Ron Burkle, Pauline Fischer, David Glasser, Peikang La, Sarah Bowen,
Production déléguée : Ted Sarandos, Jianjun Sun, David Thwaites, Anna Wang, Ralph Winter et Wing-Fai Wong
Production associée : David Fu et Allison Lok Kam Yuen
Coproduction : John Levin et Bey Logan
Directeur de production : Jiaren Karren Wang
- Sociétés de production[1] :
  - Chine : China Film Co-Production Corporation ; Dongyang Paige Huachuang Film & Media Company ; Pegasus Taihe Entertainment (non crédité)
  - États-Unis : Film 44, avec la participation de The Weinstein Company et Netflix, en association avec  Yucaipa Films
- Sociétés de distribution :
  - Chine : China Film Group
  - Hong Kong : Newport Entertainment
  - États-Unis : The Weinstein Company
  - France : Netflix (VOD)
- Budget : 20 millions de $ (estimation)[2]
- Pays d'origine : Chine, États-Unis
- Langues originales : anglais
- Format[3] : N & B et couleur - 2,39:1 (Cinémascope) - 2,00:1 (sur Netflix) - 1,90:1 (IMAX 3-D version)
- Genre : action, aventure, drame, arts martiaux, wu xia pian
- Durée : 96 minutes / 103 minutes (Chine)
- Dates de sortie[4] :
  - Hong Kong : 18 février 2016
  - Chine : 19 février 2016
  - Canada : 26 février 2016 (diffusion sur Netflix)
  - France : 26 février 2016 (diffusion sur Netflix) ; 30 juin 2016 (Festival du cinéma chinois en France)
- Classification[5] :
  -  Chine : Pas de système.
  -  Hong Kong : Ne convient pas aux enfants (IIA - Catégorie Deux-A)[Note 1].
  -  États-Unis : Accord parental recommandé, film déconseillé aux moins de 13 ans (PG-13 - Parents Strongly Cautioned)[Note 2].

## Distribution
- Donnie Yen (VF : Alexis Victor) : Meng Sizhao / Loup Silencieux
- Michelle Yeoh (VF : Françoise Cadol) : Yu Shu Lien
- Harry Shum, Jr. (VF : Anatole de Bodinat) : Wei-Fang
- Jason Scott Lee (VF : Stéphane Fourreau) : Hadès Dai
- Roger Yuan : Corbeau de fer, le maître de Wei-Fang
- Eugenia Yuan (VF : Julie Dumas) : Enchanteresse Aveugle
- JuJu Chan (VF : Marie Giraudon) : Fléchettes d'argent
- Natasha Liu Bordizzo (VF : Fily Keita) : Vase de Neige
- Chris Pang (en) (VF : Paolo Domingo) : Dagues Volantes
- Darryl Quon (VF : Pascal Casanova) : Tortue Robuste
- Park Woon-young (VF : Patrick Béthune) : Poignets de fer
- Gary Young (VF : Serge Faliu) : Pei le jeune

Sources et légende : version française (VF) sur AlloDoublage

## Production

### Genèse et développement
En janvier 2013, il est annoncé que le film est en développement et que le tournage devrait débuter en mai. Harvey Weinstein est alors annoncé comme producteur et Yuen Woo-ping pour la chorégraphie des combats. Le script, écrit par John Fusco, s'inspire du cinquième et dernier roman du cycle Tigre et Dragon de Wang Dulu.

### Tournage
Le tournage a eu lieu en Nouvelle-Zélande, notamment dans les studios d'Auckland, et en Chine.

## Distinctions
Sauf indication contraire, les informations mentionnées dans cette section peuvent être confirmées par la base de données cinématographiques IMDb,  présente dans la section « Liens externes ».

### Récompenses
- Prix de la bande-annonce d'or 2016 :
  - Prix de la bande-annonce d’or du Meilleur spot télévisé étranger pour Netflix et InSync Plus.

### Nominations
- Prix de la bande-annonce d'or 2016 :
  - Meilleure bande-annonce de film d'action étranger.